# Dirades vespertilio
Dirades vespertilio är en fjärilsart som beskrevs av W. Warren 1899. Dirades vespertilio ingår i släktet Dirades och familjen Uraniidae. Inga underarter finns listade i Catalogue of Life.